# Суленцин (Нижньосілезьке воєводство)
Суленцин (пол. Sulęcin, нім. Saulwitz) — село в Польщі, у гміні Сехниці Вроцлавського повіту Нижньосілезького воєводства.
Населення — 138 осіб (2011).
У 1975-1998 роках село належало до Вроцлавського воєводства.

## Демографія
Демографічна структура станом на 31 березня 2011 року:
|          | Загалом | Допрацездатний вік | Працездатний вік | Постпрацездатний вік |
| -------- | ------- | ------------------ | ---------------- | -------------------- |
| Чоловіки | 58      | 7                  | 44               | 7                    |
| Жінки    | 80      | 18                 | 44               | 18                   |
| Разом    | 138     | 25                 | 88               | 25                   |